# Passagem da Dominica
Passagem da Dominica é o nome dado ao estreito do mar das Caraíbas que separa a ilha da Dominica das ilhas Îles des Saintes e Marie-Galante, pertencentes à dependência de Guadalupe.

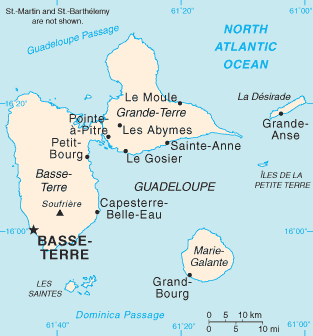
Passagem da Dominica, a sul das les Saintes e Marie-Galante (a Dominica não se encontra no mapa)

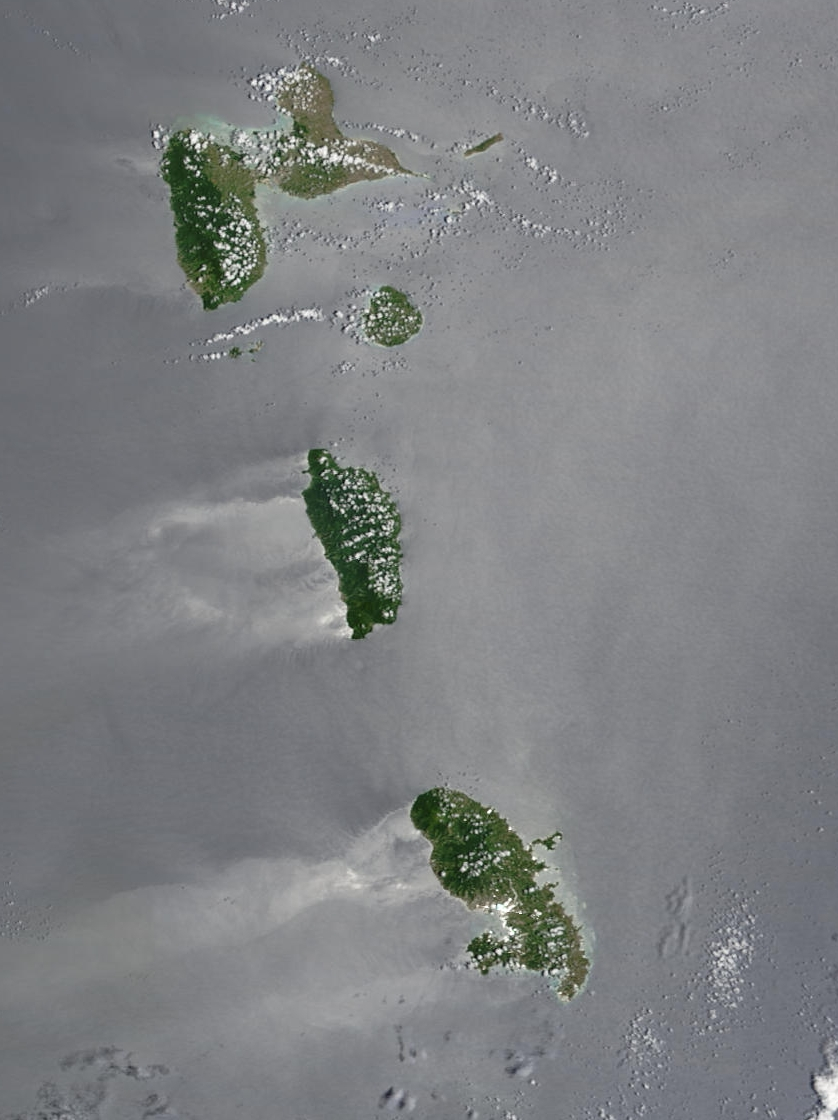
Dominica no centro do mapa, separada da les Saintes e Marie-Galante pela Passagem da Dominica.